# Percy Beard
Percy Morris Beard (Hardinsburg, 26 gennaio 1908 – Gainesville, 27 marzo 1990) è stato un ostacolista e allenatore di atletica leggera statunitense, medaglia d'argento ai Giochi olimpici di Los Angeles 1932.

## Biografia

### Carriera atletica
Inizio a praticare l'atletica leggera presso l'Alabama Polytechnic Institute (oggi Auburn University) di Auburn. Dopo essersi laureato in ingegneria civile nel 1929 iniziò a gareggiare per il New York Athletic Club nelle gare dell'Amateur Athletic Union. Nel 1932 eguagliò il record mondiale dei 110 metri ostacoli con il tempo di 14"4. Successivamente, nel luglio 1934 ottenne il record mondiale correndo le 120 iarde ostacoli (equivalenti a circa 110 metri) in 14"3, tempo che riuscì ad abbassare pochi giorni dopo correndo in 14"2.
È stato sette volte campione nazionale AAU dei 110 metri ostacoli, disciplina nella quale, nel 1932, vinse la medaglia d'argento ai Giochi olimpici di Los Angeles arrivando alle spalle del connazionale George Saling.

### Carriera da allenatore
Ritiratosi dalla carriera agonistica, Beard diventò allenatore, tra il 1937 e il 1964, dei Florida Gators, società di atletica leggera dell'Università della Florida. Nel 1939 creò la manifestazione di staffette denominata Florida Relays, che divenne uno degli eventi collegiali più importanti del Paese.

### Eredità e onorificenze
Beard era membro della Hall of Fame degli allenatori di atletica leggera degli Stati Uniti ed entrò a far parte della National Track & Field Hall of Fame nel 1981. L'Università della Florida dedicò a lui la pista di atletica leggera del campus, la Percy Beard Track, nel 1978. Nel 1976 entrò a far parte della Hall of Fame dell'Università della Florida nel 1976.

## Record nazionali
- 110 metri ostacoli (120 iarde):
  - 14"4 ( Cambridge, 23 giugno 1932)
  - 14"3 ( Stoccolma, 26 luglio 1934) 
  - 14"2 ( Oslo, 6 agosto 1934)

## Palmarès
| Anno | Manifestazione  | Sede        | Evento   | Risultato | Prestazione | Note |
| ---- | --------------- | ----------- | -------- | --------- | ----------- | ---- |
| 1932 | Giochi olimpici | Los Angeles | 110 m hs | Argento   | 14"7        |      |